# 2012年索尼愛立信公開賽
2012年索尼愛立信公開賽于2012年3月19日至4月1日在美國邁阿密舉行，又稱2012年邁阿密大師賽，為第28屆賽事，在ATP為大師系列賽之一，在WTA為一級錦標賽，這是一項男女合辦的賽事，舉辦於克蘭登公園網球中心。

## 冠軍

### 男子單打
諾瓦克·喬科維奇 擊敗  安迪·穆雷（6–1、7–64）
- 這是喬科維奇今年第2座冠軍與生涯第30座冠軍。

### 女子單打
阿格涅什卡·拉德萬斯卡 擊敗  Maria Sharapova（7–5、6–4）
- 這是拉德萬斯卡今年第2座冠軍與生涯第9座冠軍。

### 男子雙打
利安德·帕斯 /  拉德克·斯泰潘內克 擊敗  馬克斯·米爾內 /  丹尼爾·內斯特（3–6、6–1、[10–8]）

### 女子雙打
瑪麗亞·基里連科 /  娜迪亞·佩特洛娃 擊敗  薩拉·埃拉尼  /  羅貝塔·文西（7–60、4–6、[10–4]）

## 外部連結
- 官方網址